# Antoine Berlon
Antoine André Alexandre Berlon, né le 8 avril 1890 à Toulon et mort le 27 août 1983 à Nice, est un officier français, commandant du Premier régiment de France pendant la Seconde Guerre mondiale.

## Biographie
Antoine Berlon fait ses études secondaires au lycée de Toulon, puis au collège des Maristes de La Seyne-sur-Mer. Après ses classes préparatoires à l'École Sainte-Geneviève, il est reçu à l'École spéciale militaire de Saint-Cyr (promotion de Fez, 1909-1912), où il a comme condisciples Antoine Béthouart, Alphonse Juin et Charles de Gaulle. Il en sort 187e sur 221. Après avoir été sous-lieutenant au 2e régiment de chasseurs à cheval, il fait l'École de cavalerie de Saumur et est nommé lieutenant au 14e régiment de dragons.

### Première Guerre mondiale
En 1914, Antoine Berlon combat en tant que lieutenant en Lorraine, puis dans l'Aube lors du repli allemand après la bataille de la Marne. Lors de la Course à la mer, il se bat, toujours au 14e dragons, à Ypres et sur l'Yser. Il demande à passer dans l'infanterie pour servir dans un bataillon de chasseurs alpins. Il obtient son affectation au 1er BCA, stationné à Gérardmer, où il est chef de section, puis, le 24 janvier 1915, y est nommé capitaine, à 24 ans, commandant de la 4e compagnie. Il est blessé le 18 août à Bussang, cité à l'ordre de la 7e Armée et de nouveau le 8 janvier 1916 dans les Vosges à l'Hilsenfirst et nommé chevalier de la Légion d'honneur. Il suit les cours du Centre d'état-major de Senlis, puis est détaché en juin 1917 à l'état-major de la 3e Division d'Infanterie. 
Il est ensuite officier observateur à la bataille de la Somme et combat au Chemin des Dames. Il est blessé une troisième fois en octobre 1918 à la bataille de Villers-Cotterêt et reçoit sa troisième citation, à l'ordre de l'armée. Il est ensuite affecté au centre d'instruction du 50e régiment d'artillerie de campagne.

### Entre-deux-guerres
Le capitaine Berlon est à Montigny-lès-Metz au 52e régiment de chars de combat[Information douteuse]. Il est admis à l'École supérieure de guerre, d'où il sort en novembre 1922 avec le brevet d'état-major. Ayant appris le russe, il est envoyé pour une mission de six mois à Riga. En 1924, il est à l'armée du Rhin. En 1928, il sert à Beyrouth à l'état-major des troupes du Grand Levant et des Alaouites et est nommé l'année suivante chef d'état-major. Il reçoit le grade de chef de bataillon, ainsi qu'une nouvelle citation. Rappelé en France en 1931, il prend le commandement du 16e bataillon de chasseurs à pied et est promu officier de la Légion d'honneur.
En 1933, il rejoint le commandement des troupes du Maroc où il est chef des 2e et 3e bureaux des Forces françaises du Maroc. En 1935, il est auditeur du Centre des hautes études militaires à Paris.

### Campagne de France
Antoine Berlon, nommé lieutenant-colonel, est chef d'état-major du général de division Henri Parisot, commandant de la 15e Division d'Infanterie et, à partir du 22 novembre 1939, de son successeur le général de brigade Alphonse Juin. Le 10 mai 1940, sa division pénètre en Belgique, repousse les 14 et 15 les assauts allemands à la bataille de Gembloux, puis doit se replier en France. Le lieutenant-colonel Berlon est fait prisonnier le 29 mai 1940 en même temps que le général Juin à la reddition de la poche de Lille et interné à l'oflag XB de Nienburg/Weser. Il reçoit la croix de guerre pour la campagne de France et est promu colonel à titre fictif le 25 décembre 1941. Libéré le 6 février 1943, il remet un rapport sur les conditions de détention dans son oflag et se trouve affecté le 1er avril 1943 au cabinet de Pierre Laval.

### Au Premier Régiment de France
Depuis la dissolution de l'Armée d'armistice le 27 novembre 1942, la France n'a plus d'armée en métropole. Le régime de Vichy obtient, après de longues négociations, qu'une unité soit créée, sous la forme d'un régiment de 2 700 hommes et 80 officiers. Pour les Allemands, il s'agit d'avoir un nouvel outil de maintien de l'ordre. Pour le maréchal Pétain, c'est la première unité d'une armée à reconstituer. Pierre Laval choisit le 4 mai 1943 le colonel Berlon, connu pour sa ferveur pour les idées de la Révolution nationale, comme chef de la "Force armée gouvernementale", constituée pour l'essentiel par le Premier régiment de France, dont Antoine Berlon, nommé colonel à titre définitif, prend le commandement.
Les officiers sont soigneusement sélectionnés. Les hommes du rang arrivent à partir du 1er septembre 1943. Le régiment compte trois bataillons, basés au Blanc (Indre), où est installé l’état-major, à Dun-sur-Auron et à Saint-Amand-Montrond (Cher)).
Le colonel Berlon veille à ce que son régiment soit équipé d'armes et d'uniformes français et ne soit pas affecté à des tâches de répression. Il a à lutter contre la Milice et la LVF qui cherchent à recruter ses soldats. À partir de mai 1944, le régiment reçoit des missions de protection d’équipements ferroviaires, de barrages hydroélectriques et de lignes de transport d'électricité, ce qui entraîne une dispersion de nombreuses unités sur des sites souvent éloignés. Le colonel est promu commandeur de la Légion d'honneur, et général de brigade.
Des accrochages ont lieu avec la Résistance. Celui de Vaussujean, le plus connu (huit résistants tués), entachera particulièrement la réputation du régiment. À partir du débarquement de Normandie, des désertions ont lieu parmi les soldats et les sous-officiers. Le général Berlon tente de les limiter en consignant ses hommes, en rappelant et concentrant le maximum d'unités au Blanc où il a son état-major. Il espère pouvoir apporter son régiment en bon ordre aux forces de Libération, mais il va être pris dans des contradictions difficiles qu'il n’arrive pas à résoudre. Il est contacté par l'ORA, le BCRA et même le chef de la Résistance FTP du Blanc, Guy Lebon qui est communiste, mais il tergiverse. En même temps, il doit éviter des réactions brutales de l'occupant, qui se méfie désormais du 1er RF et fait savoir qu'un ralliement du régiment entraînerait des représailles très graves. 
Quitte à se rallier, le général Berlon paraît préférer la Résistance militaire de l'ORA du colonel Chomel, mais le principe d'un ralliement de l’ensemble du régiment est refusé le 7 août par Londres, qui n'accepte que des ralliements individuels.
Après la percée d'Avranches, le général Berlon a aussi le projet de réunir ses effectifs de l'Indre et du Cher pour établir une tête de pont au sud de la Loire, facilitant le passage du fleuve par les Alliés.

### Arrestation du général
Le temps passe, sans que le général Berlon n'arrive à résoudre ses contradictions. Le 9 août à Cluis (Indre), un barrage du Groupe Indre-Est de l'Armée Secrète stoppe sa voiture. Le général est mis en détention. Son arrestation est passée longtemps pour relever du hasard, mais une recherche de 2018 fait apparaître que deux de ses officiers y ont contribué, reprochant à leur chef de ne pas se décider à rejoindre la Résistance dans le combat contre l'Occupant. Effectivement, le premier ralliement, celui de l'escadron à cheval du 3e bataillon, a lieu dès le lendemain. L'officier adjoint, le colonel Ségur, prend le commandement du régiment et conclut le 12 août avec le colonel Chomel un accord qui va permettre le ralliement à la Résistance des effectifs du Blanc. Les unités du Cher se rallient successivement et en quasi-totalité, à l'exception de quelques officiers. Les compagnies stationnées dans l'Est de la France (Aube, Haute-Marne, Territoire de Belfort font de même. À la fin du mois d'août, c'est la totalité du régiment qui a retourné ses armes. Les hommes vont se battre au sein des maquis ORA, AS et FTP dans les combats du Berry et de l'Est contre les colonnes allemandes en repli. Elles s'y illustrent notamment à Écueillé (Indre, 25 août) et Belmont (Haute-Marne, 11 septembre). Elles vont ensuite participer aux combats des poches de Saint-Nazaire et de Royan, et à ceux d'Alsace et d'Allemagne.

### Antoine Berlon après son arrestation
Le général Berlon demeure prisonnier des résistants jusqu'à son transfert à la prison de Limoges. Il restera détenu jusqu'en 1948. Le 21 octobre 1944, il est mis en disponibilité et ramené au grade de lieutenant-colonel qu'il avait jusqu'au 25 décembre 1941. Il est rayé le 24 mai 1945 des cadres de l'armée, sans pension,. Jugé par la Cour de justice de Bourges en janvier 1947, il est condamné à cinq ans d'indignité nationale et rayé de l'ordre de la Légion d'honneur. La condamnation est confirmée en appel en 1948. Le général Berlon et le lieutenant-colonel Aublet sont les seuls officiers du 1er RF condamnés après la guerre. Antoine Berlon sera gracié par le président de la République Vincent Auriol, puis bénéficiera d'un non-lieu censé effacer toutes les sanctions. Il sera versé dans le cadre de réserve avec pleine pension, sans qu'il ait demandé ensuite à être réintégré dans le grade de colonel reçu le 25 décembre 1941 pendant sa captivité en Allemagne.
Après la guerre, Antoine Berlon rédige un mémoire dans lequel il explique ses positions à la tête du Premier Régiment de France. Ce mémoire sera publié après son décès à Nice, à l'âge de 93 ans.

## Écrits
- Rapport du lieutenant-colonel Berlon, 1942 ; un exemplaire est conservé aux Hoover Archives, Stanford University Libraries.
- Présentation du Premier Régiment de France, Mémoire, in Pierre Vin, Le Premier Régiment de France, 1943-1944, p. 9-69.

## Décorations
Antoine Berlon est récipiendaire des décorations suivantes :
- Commandeur de la Légion d'honneur (décret du 30 juin 1943)[9], rayé à compter du 2 avril 1949 à la suite de sa condamnation[9], puis réintégré à la suite du non-lieu.
- Croix de guerre 1914-1918 (3 palmes)
- Croix de guerre des théâtres d'opérations extérieures (1 citation)
- Croix de guerre 1939-1945 (1 palme)
- Croix du Combattant
- Médaille coloniale (agrafes Sahara et Maroc)
- Médaille commémorative de la Grande Guerre
- Médaille interalliée de la Victoire
- Médaille commémorative française de la guerre 1939-1945 (agrafe France)
- Commandeur de l'Ordre du Croissant alaouite chérifien (Maroc).

## Sources
- Christian Delaballe, Pages d'un carnet, janvier/septembre 1944, sans date, inédit, AN 72 AJ 134, chemise AD ; portrait d'Antoine Berlon transcrit pour partie dans l'article ci-dessus de Patrick Grosjean.
- Pierre Vin, Le Premier Régiment de France, 1943-1944, Pourquoi ? Comment ?, 1991, 205 p..
- Philippe Naud, " La mise sur pied du 1er régiment de France, avril-octobre 1943", Guerres mondiales et conflits contemporains, n° 202-203, p.33-53, Université de Paris-1, 2001.
- Michel Germain, La garnison blancoise, chapitre " Le 1er régiment de France", p. 95-11 et annexe n° 3, Éditions A & T, Jouet-lès-Tours, 2004.
- Jean-Louis Laubry, "Retour sur un épisode de la guerre franco-française : la tragédie de Vaussujean (28 mai 1944)", p. 6-11, Bulletin de l'ASPHARES, n° 11, février 2008, Éguzon.
- Patrick Grosjean, "Le Premier régiment de France au Blanc,", p. 93-103, in La Seconde Guerre mondiale en Pays Blancois, Au Fil du Temps, hors série n°1, novembre 2009, 321 p., Le Blanc
- Jean-Paul Gires (préf. Patrick Grosjean), Le Premier Régiment de France et la Résistance : Indre, Cher, Creuse, Corrèze, Haute-Marne, Issoudun, Alice Lyner, 2016, 150 p. (ISBN 978-2-918352-76-1, BNF 45173722).
- Jean-Paul Gires, L'arrestation du général Berlon, 9 août 1944, Hasard ou guet-apens ?, p. 128-141, Revue de l'Académie du Centre, 2018  (ISSN 0243-8402).
- "Antoine Berlon, biographie", avec un portrait photographique, École supérieure de guerre, 42e promotion, n° 5645.
- Archives départementales du Cher, archives des juridictions spéciales (1941-1948), dossier Antoine Berlon (1943-1944), 3 W 137-139, n° 404.